# Espinosa, Mexiko
Espinosa är en ort i Mexiko.   Den ligger i kommunen Arteaga och delstaten Michoacán de Ocampo, i den södra delen av landet, 300 km väster om huvudstaden Mexico City. Espinosa ligger 847 meter över havet och antalet invånare är 458.
Terrängen runt Espinosa är huvudsakligen kuperad. Espinosa ligger nere i en dal. Runt Espinosa är det mycket glesbefolkat, med 7 invånare per kvadratkilometer. Närmaste större samhälle är Arteaga, 13,6 km söder om Espinosa. I omgivningarna runt Espinosa växer huvudsakligen savannskog.